# Rocketsports Racing
Rocketsports Racing é uma equipe de automobilismo sediada em East Lansing. Disputou entre 2003 e 2006 a Champ Car World Series, e em 2009 correu na Rolex Grand Am Series na classe Daytona Protótipo.
Em 59 corridas na Champ Car, conquistou apenas uma vitória, no GP de Elkhart Lake de 2004, com o canadense Alex Tagliani. Obteve ainda uma pole-position com o mesmo Tagliani, em 2003, e uma volta mais rápida, conquistada pelo alemão Timo Glock em 2005.

## Pilotos da Rocketsports
- Alex Tagliani (2003-2004, 2007)
- Guy Smith (2004)
- Nelson Philippe (2004)
- / Memo Gidley (2004)
- Michael McDowell (2005)
- Ryan Hunter-Reay (2005)
- Timo Glock (2005)
- Mario Dominguez (2006)
- Tõnis Kasemets (2006)
- Nicky Pastorelli (2006)
- Antonio Pizzonia (2006)